# Sodai Hasukawa
Sodai Hasukawa (蓮川 壮大 Hasukawa Sōdai?, Adachi, Tokio, 27 de junio de 1998) es un futbolista japonés que juega de defensa en el Shimizu S-Pulse de la J1 League.

## Trayectoria

### Clubes
| Club                          | País  | Año       |
| ----------------------------- | ----- | --------- |
| F. C. Tokyo sub-23            | Japón | 2016      |
| F. C. Tokyo                   | Japón | 2020-2024 |
| Iwate Grulla Morioka (cedido) | Japón | 2022      |
| Ventforet Kofu (cedido)       | Japón | 2023      |
| Shimizu S-Pulse (cedido)      | Japón | 2024      |
| Shimizu S-Pulse               | Japón | 2025-     |